# Curt Sachs

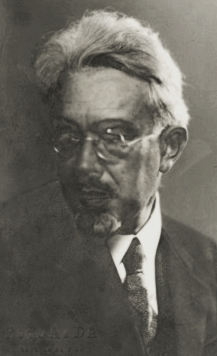

Curt Sachs (Berlino, 29 giugno 1881 – New York, 5 febbraio 1959) è stato un etnomusicologo e organologo tedesco.

## Biografia
Ha insegnato presso le migliori università europee (Berlino, Sorbona) e americane. Insieme a Enrich von Hornbostel, nel 1914 ha contribuito allo sviluppo del sistema di catalogazione degli strumenti musicali denominato classificazione Hornbostel-Sachs|sistema Hornbostel-Sachs. Il sistema permette di classificare gli strumenti suddividendoli in classi, gruppi e sottogruppi, in base alla modalità fisica che dà origine alla vibrazione che genera il suono.